# Josep de Calassanç Serra i Puig
Josep de Calassanç Serra i Puig (Barcelona, 1951 - Montpeller, 18 de desembre de 2011), més conegut com a «Cala», fou un impressor català establert a Baó. Fill de l'arqueòleg Josep de Calassanç Serra i Ràfols i germà d'Eva i Blanca Serra.

## Biografia
Ja de jove fou militant de l'independentisme radical, participant en la fundació del Partit Socialista d'Alliberament Nacional el 1969. Arran de la seva militància, el 1975 es va exiliar a la Catalunya del Nord. Fou un dels membres fundadors de Terra Lliure, amb Jaume Fernàndez i Calvet i Pere Bascompte.
Després de la mort de Fèlix Goñi el 1979 tornà a exiliar-se al Rosselló, aquest cop definitivament. El novembre de 1983 fou expulsat de Terra Lliure i des del 1984 es dedicà a treballar com a impressor de llibres en català, a col·laborar a Ràdio Arrels i com a ànima del Centre Cultural Català de Perpinyà i del Casal Jaume I de Perpinyà. Fou coordinador del llibre Qui sem els catalans del nord (1992). El 2002 va rebre el Premi d'Actuació Cívica de la Fundació Lluís Carulla.
El 18 de desembre de 2011 va morir a l'hospital de Montpeller en el transcurs d'una operació del cor.